# Mars (Schiff, 1897)
Die HMS Mars war ein Einheitslinienschiff (engl.pre-dreadnought) der Majestic-Klasse, das in den 1890er-Jahren für die Royal Navy gebaut wurde.

## Geschichte
Die Mars, benannt nach dem römischen Gott des Krieges, wurde am 2. Juni 1894 in Birkenhead auf Kiel gelegt, am 30. März vom Stapel gelassen und am 8. Juni für den Einsatz in der Kanalflotte in Dienst gestellt. Am 26. Juni 1897 nahm sie an der Flottenschau anlässlich des Diamantenen Thronjubiläums von Queen Victoria in Spithead teil und am 16. August zur Krönung von König Edward VII. Anschließend lief sie Nauplia und die Bucht von Souda auf Kreta für gemeinsame Manöver mit der Kanal- und der Mittelmeerflotte an. Im August 1904 kehrte sie in die Heimat zurück, wo sie bei ihrer Ankunft in Portsmouth zur Überholung ausgemustert wurde. Im Rahmen der Flottenumstrukturierung vom 1. Januar 1905 wurde die Kanal-Flotte in Atlantic Fleet umbenannt, wodurch die Mars Teil dieser neuen Flotte wurde. Am 31. März 1906 wurde sie der Reserve in Portsmouth zugeteilt. Am 31. Oktober wurde das Schiff für den Einsatz in der neu geschaffene Kanalflotte wieder in den aktiven Dienst gestellt. Am 4. März 1907 wurde die Mars erneut ausgemustert und einen Tag später der neu etablierten Home Fleet zugewiesen.

### Erster Weltkrieg
Beim Beginn des Krieges wurde die Mars zusammen mit der Hannibal, Magnificent und Victorious als 9. Schlachtgeschwader zur Verteidigung der Ostküste vor Lincolnshire zusammengefasst. Am 7. August 1914 wurde das 9. Schlachtgeschwader wieder aufgelöst und die Mars am 9. Dezember nach Dover versetzt. Am 11. Dezember wurde sie jedoch zur Isle of Portland abkommandiert. Im Februar 1915 wurde die Mars nach Belfast geschickt, wo sie am 15. Februar in der Werft von Harland & Wolff abgemustert wurde. Von März bis April wurde ihre Bewaffnung bis auf vier 152-mm-Kanonen entfernt und anschließend im Loch Goil festgemacht.
Im September 1915 wurde die Mars wieder in Dienst gestellt, um als Truppenschiff während der Schlacht von Gallipoli eingesetzt zu werden. Die Mars traf am 5. Oktober 1915 in Mudros ein und nahm am 8. und 9. Dezember 1915 an der Evakuierung der alliierten Truppen aus der Anzac-Bucht und am 8. und 9. Januar 1916 aus West Beach bei Kap Helles teil. Während der Evakuierung von West Beach wurde die Mars von ihren ehemaligen 305-mm-Geschützen gedeckt, die nun auf der Sir Thomas Picton montiert waren. Im Februar 1916 kehrte die Mars nach Devonport zurück, wo sie in Chatham zu einem Hafendepotschiff umgerüstet wurde. Am 1. September 1916 wurde sie wieder in Dienst gestellt und diente in dieser Funktion bis Juli 1920 in Invergordon. Am 7. Juli 1920 wurde das Schiff von der Marineliste gestrichen und am 9. Mai 1921 an T.W. Ward zum Abwracken verkauft.

## Technik

### Schiffsmaße
Die Mars hatte eine Länge von 128 m, eine Breite von 23 m und einen Tiefgang von 8,20 m. Sie verdrängte zwischen 15.220 t und 17.882 t. Das Schiff hatte einen Freibord von 7,60 m vorn, 5,26 m mittschiffs und 5,64 m achtern. Der Rumpf bestand aus 78 wasserdichten Abteilungen. Das Schiff hatte einen doppelten Boden und war mit zwei Masten ausgestattet. Die Besatzung bestand aus 794 Offizieren und Mannschaft.

### Antrieb
Der Antrieb bestand aus zwei Dreizylinder-Verbunddampfmaschinen, die jeweils eine Welle antrieben und insgesamt 10.000 Shp (7.500 kW) entwickelten, mit denen das Schiff eine Höchstgeschwindigkeit von 16 Knoten (30 km/h) erreichte. Der Dampf wurde von acht Großwasserraumkesseln geliefert. Das Schiff konnte maximal 1.930 t Kohle oder 508 t Heizöl mitführen, was ihm bei 10 Knoten (19 km/h) eine Reichweite von 7000 Seemeilen (12964 km) ermöglichte.

### Bewaffnung
Die Hauptbewaffnung bestand aus vier 305-mm-Hinterladerkanonen in zwei Geschütztürmen, einer vorn und einer achtern. Die Geschütze waren auf 187 t schweren Lafetten mit einem Seitenrichtbereich von −150 bis +150 Grad montiert. Die Kanonen selbst wogen 47 t und hatten bei einer maximalen Elevation von 13,5° und einer Mündungsgeschwindigkeit von 716 m/s eine Reichweite von 13.590 m. Sie verschossen 386 kg schwere Granaten mit einer Kadenz von etwa zwei Schuss pro Minute. Die Sekundärbewaffnung bestand aus zwölf 152-mm-Geschützen. Sie waren in Kasematten in zwei Geschützdecks mittschiffs untergebracht. Die Geschütze waren auf Lafetten mit einem Seitenrichtbereich von +30° bis +150° montiert. Die Kanonen selbst wogen 2,2 t und hatten bei einer maximalen Elevation von 20° und einer Mündungsgeschwindigkeit von 544 m/s eine Reichweite von 9.050 m. Sie verschossen 20,4 kg schwere Granaten mit einer Kadenz von etwa fünf bis sechs Schuss pro Minute. Außerdem trug sie sechzehn 76-mm- und zwölf 47-mm-Schnellfeuergeschütze zur Verteidigung gegen Torpedoboote. Darüber hinaus war sie mit fünf 457-mm-Torpedorohren ausgestattet, von denen vier auf der Breitseite im Schiffsrumpf eingelassen waren und das fünfte sich in einer auf dem Deck montierten Abschussvorrichtung am Heck befand.

### Panzerung
Der Panzergürtel bestand aus 229 mm starkem Harvey-Stahl. Er erstreckte sich über eine Länge von 67 m entlang des Rumpfes und bedeckte die Seite des Schiffes bis 1,68 m oberhalb und 2,90 m unterhalb der Wasserlinie. Der Gürtel war über die Barbetten durch ein 356 mm dickes Querschott vorn und ein 304 mm dickes Schott achtern verbunden. Das gepanzerte Deck, das sich zum Bug und zum Heck hin auf 64 mm reduzierte, war in der Mitte 76 mm dick und hatte 102 mm dicke, abgeschrägte Seiten, die an die Unterkante der Gürtelpanzerung anschlossen. Diese Anordnung sorgte dafür, dass jede Granate, die den Gürtel durchschlug, auch das Deck durchdringen musste, bevor sie die Hauptteile des Schiffes erreichen konnte. Die Barbetten waren oberhalb des gepanzerten Decks mit 355 mm starker Panzerung geschützt und unterhalb mit 178 mm. Die Geschütztürme der 305-mm-Geschütze waren an der Front 254 mm und an den Seiten 140 mm dick. Auf der Rückseite hatte die Panzerung 100 mm und auf dem Dach eine Stärke von 50 mm. Die Kasematten der 152-mm-Geschütze waren an der Front 152 mm und an den Seiten 50 mm stark. Das hintere Torpedorohr war mit einem 152 mm dicken Mantel abgedeckt. Der vordere Kommandoturm war vorne und an den Seiten mit 355 mm und auf der Rückseite mit 254 mm starken Panzerplatten geschützt. Der hintere Kommandoturm war rundherum mit 76 mm dicker Panzerung versehen.